# Antoni Crusa
Antoni Crusa o Anthoni Crusa (fl. XV secolo) è stato un trovatore occitano attivo nel XV secolo, partecipante ai Jeux floraux con una canso religiosa che vinse nel 1471 la violeta.
La canzone è composta da cinque strofe di otto endecasillabi e una tornada di quattro, con schema metrico costituito di rime incrociate secondo lo schema ABBA CDDC, per metà femminili o parossitone, situate nella prima quartina al centro (versi 2° e 3°), nella seconda (e anche nella tornada) al contrario (versi 5° e 8°)
Vers figuratz
Plasen jardi, plus qu'autre jos lo Cel,

fec Dieus al mon sos paradis terrestre:

de totz frutiers lo garnic per mays estre

loc delectos, e'n plantec un molt bel

dins lo miegh loc, nomnat aybre de vida,

qui, per sa cautz, d'ayga geta gran riu,

e y mes apres home d'esprit viu,

qu'es digh Jeshus, per far obra complida.

Per lo verdier, la Verges esguausida

entendre puest e sa granda valor,

car es sans par; d'on per lo Creator,

sus totas, foc eternalment causida,

He pe ls frutiers, lo sieu gran compliment

de sas vertutz, qui li donan belesa,

plus qu'e l'anel saphis, ni mays turquesa,

ni diamans, quant es mes en l'argent.

[...]

TORNADA

Bela sens par, hon he ma confizansa,

dat me l yoy, ques ay tan desirat,

hes al besonh non ayatz oblidat,

y, ancinc, tostemps viure per alegransa.
Bei giardini, più ch'altro sotto il Cielo,

Dio fece al mondo il suo Eden terrestre:

d'ogni frutto guarnì con miglior estro

luogo lieto, dove uno bel piantovvi

in miglior canto, albero detto di vita,

che, dal fusto, d'acqua un gran rio emanava,

e dopo pon l'uomo di spirto vivo,

detto Gesù, per far opra compiuta.

Tra gli alberi, la Vergine rallegra,

intender si può il suo gran valore,

ch'è senza pari; per cui dal Creatore,

su tutti, eternamente fu causata,

è pei frutteti, il suo gran compimento

di sue virtù, che le danno bellezza,

più che anel di zaffir, più che turchese,

o diamante, quando è messo in argento.

[...]

TORNADA

Bella senza pari, ove mia fidanza,

datemi la gioia, ch'io anelai tanto,

e al desir non m'avete obliato,

e, ora io, sempre vivrò in allegranza.